# Ciherang Pondok
Ciherang Pondok is een bestuurslaag in het regentschap Bogor van de provincie West-Java, Indonesië. Ciherang Pondok telt 11.910 inwoners (volkstelling 2010).